# Chilotilapia rhoadesii
Chilotilapia rhoadesii (Gr.: „cheilos“ = Lippe + Tilapia), der Blaukopf-Schneckenfresser, ist eine afrikanische Buntbarschart, die endemisch im südlichen Teil des ostafrikanischen Malawisees vorkommt. Die Art wurde nach E. L. Rhoades benannt, der viele neue Arten im Malawisee entdeckte und auch das Typusexemplar von Chilotilapia rhoadesii fing.

## Merkmale
Chilotilapia rhoadesii kann 22,5 cm lang werden, ist relativ hochrückig und seitlich abgeflacht. Seine Körperlänge beträgt das Dreifache der Kopflänge und das 2¼-fache der Körperhöhe. Das Kopfprofil ist steil, die Schnauze ist kurz, das Maul endständig. Die Lippen sind auffällig dick, die Zähne stehen unregelmäßig in fünf Reihen. Auf dem unteren Abschnitt des ersten Kiemenbogens finden sich elf Kiemenrechen. Die Wangen haben vier Schuppenreihen. Rücken- und Afterflosse der Männchen laufen spitz zu, bei den Weibchen sind sie abgerundet. Der Schwanzstiel ist länger als hoch.
Männchen sind blaugrün mit einem metallisch schimmernden Kopf und orangefarbenen Schuppenrändern. Weibchen sind gelblichgrau. Beide Geschlechter zeigen zwei dunkle Längsbinden, eine schmalere liegt direkt unterhalb der Rückenflosse, die zweite, breitere verläuft vom „Nacken“ bis auf den Schwanzstiel. Die Binden sind bei balzenden Männchen fast nicht mehr sichtbar, bei Weibchen dagegen schwärzlich und immer sichtbar.

## Lebensweise
Chilotilapia rhoadesii ist ein spezialisierter Schneckenfresser, der über schlammigem Bodengrund vorkommt und sich vor allem von Schnecken der Gattungen Melanoides und Lanistes ernährt. Wie fast alle Buntbarsche des Malawisees ist Chilotilapia rhoadesii ein Maulbrüter. Die Fische laichen in flachen Sandgruben.